# Grand Prix ISU di pattinaggio di figura
Il Grand Prix ISU di pattinaggio di figura (originariamente denominato ISU Champions Series dal 1995 al 1997) è una serie di competizioni internazionali a invito organizzata dalla International Skating Union che si svolgono durante la Stagione di pattinaggio di figura. La competizione è stata inaugurata nel 1995 e prevede 4 specialità: singolo maschile e femminile, coppie e danza su ghiaccio. Nella stagione 2020-21 a causa della pandemia di COVID-19 le gare si sono svolte come eventi locali, ai quali sono stati invitati solo i pattinatori residenti nel continente in cui si è svolta la competizione.
L'equivalente di livello junior è il Grand Prix ISU juniores di pattinaggio di figura.

## Edizioni
| N. | Edizione  | Eventi |
| -- | --------- | ------ |
| 1  | 1995-1996 | 6      |
| 2  | 1996-1997 | 7      |
| 3  | 1997-1998 | 7      |
| 4  | 1998-1999 | 7      |
| 5  | 1999-2000 | 7      |
| 6  | 2000-2001 | 7      |
| 7  | 2001-2002 | 7      |
| 8  | 2002-2003 | 7      |
| 9  | 2003-2004 | 7      |
| 10 | 2004-2005 | 7      |

| N. | Edizione  | Eventi |
| -- | --------- | ------ |
| 11 | 2005-2006 | 7      |
| 12 | 2006-2007 | 7      |
| 13 | 2007-2008 | 7      |
| 14 | 2008-2009 | 7      |
| 15 | 2009-2010 | 7      |
| 16 | 2010-2011 | 7      |
| 17 | 2011-2012 | 7      |
| 18 | 2012-2013 | 7      |
| 19 | 2013-2014 | 7      |
| 20 | 2014-2015 | 7      |

| N. | Edizione  | Eventi |
| -- | --------- | ------ |
| 21 | 2015-2016 | 7      |
| 22 | 2016-2017 | 7      |
| 23 | 2017-2018 | 7      |
| 24 | 2018-2019 | 7      |
| 25 | 2019-2020 | 7      |
| 26 | 2020-2021 | 4      |
| 27 | 2021-2022 | 6      |
| 28 | 2022-2023 | 7      |
| 29 | 2023-2024 | 7      |
| 30 | 2024-2025 | 7      |

## Gare
Del Grand Prix fanno parte sei gare più la finale:
- Skate America: la prima volta si tenne nel 1979 come Norton Skate, l'evento è parte della competizione dal 1995 ed il luogo in cui si svolge cambia ogni anno.
- Skate Canada International: si tenne per la prima volta nel 1973, l'evento è parte della competizione dal 1995 ed il luogo in cui si svolge cambia ogni anno.
- Cup of China: è nata nel 2003 entrando a far parte della competizione nello stesso anno sostituendo l'evento tedesco. Si è tenuta a Pechino, Shanghai, Harbin e Nanchino. Nella stagione 2018-19 non si è tenuta ed è stata sostituita dal  Grand Prix Helsinki.[2]
- Trophée Eric Bompard: (nomi precedenti: Grand Prix International de Paris 1987-1993, Trophée de France 1994-1995, Trophée Lalique 1996-2003). Si è tenuto la prima volta nel 1987, l'evento è parte della competizione dal 1995 e ha adottato il suo nome attuale nel 2004, è quasi sempre svolto a Parigi. Le tre eccezioni sono state nel 1991 ad Albertville, 1994 Lione, e nel 1995 Bordeaux. Dal 2014 la gara ha ricominciato a spostarsi fra varie località della Francia.
- Cup of Russia:  (Coppa di Russia 1996-2008). La Coppa di Russia è stata fondata nel 1996 e si unì alla serie nello stesso anno. Adottando il nome Rostelecom Cup nel 2009, si svolge generalmente a Mosca e, meno frequentemente, a San Pietroburgo.
- Trofeo NHK: la prima volta si tenne nel 1979, l'evento è parte della competizione dal 1995 ed il luogo in cui si svolge cambia ogni anno.
- Grand Prix della Finlandia: in alcuni anni (2018, 2022, 2023, 2024) la gara ha sostituito altri eventi che per vari motivi non sono stati organizzati.

La stagione termina con la Finale Grand Prix ISU di pattinaggio di figura, a cui partecipano i primi sei classificati di ogni specialità.

## Gare eliminate ed eventi speciali
- Bofrost Cup on Ice: (nomi precedenti: Fujifilm Trophy 1986-1987, Nations Cup 1995-1997, Sparkassen Cup on Ice 1998-2001). Si è tenuta la prima volta nel 1986, l'evento è stato parte della competizione dal 1995 al 2002. Ha adottato il nome Bofrost Cup on Ice nel 2002 e si teneva generalmente a Gelsenkirchen. Nel 2003 è stata sostituita dalla Cup of China.
- Gran Premio d'Italia: si è svolto solo nel 2021 in sostituzione della Cup of China, evento cancellato a causa delle restrizioni ai viaggi legate al COVID 19.
- MK John Wilson Trophy: si è svolto solo nel 2022.[3]

## Medagliere
| Pos.             | Paese            | Oro | Argento | Bronzo | Totale |
| ---------------- | ---------------- | --- | ------- | ------ | ------ |
| 1                | Russia           | 240 | 205     | 170    | 615    |
| 2                | Stati Uniti      | 132 | 156     | 159    | 447    |
| 3                | Giappone         | 113 | 125     | 87     | 325    |
| 4                | Canada           | 102 | 85      | 93     | 280    |
| 5                | Cina             | 60  | 68      | 48     | 176    |
| 6                | Francia          | 56  | 43      | 59     | 158    |
| 7                | Germania         | 34  | 14      | 21     | 69     |
| 8                | Italia           | 23  | 39      | 43     | 105    |
| 9                | Corea del Sud    | 11  | 3       | 14     | 28     |
| 10               | Ucraina          | 8   | 15      | 18     | 41     |
| 11               | Bulgaria         | 8   | 4       | 8      | 20     |
| 12               | Spagna           | 7   | 6       | 5      | 18     |
| 13               | Svizzera         | 4   | 4       | 4      | 12     |
| 14               | Regno Unito      | 3   | 5       | 6      | 14     |
| 15               | Uzbekistan       | 3   | 1       | 4      | 8      |
| 16               | Belgio           | 2   | 6       | 4      | 12     |
| 17               | Rep. Ceca        | 2   | 5       | 6      | 13     |
| 18               | Georgia          | 2   | 2       | 2      | 6      |
| 19               | Finlandia        | 2   | 1       | 9      | 12     |
| 20               | Lituania         | 1   | 5       | 13     | 19     |
| 21               | Ungheria         | 1   | 4       | 7      | 12     |
| 22               | Lettonia         | 1   | 1       | 2      | 4      |
| 23               | Israele          | 0   | 10      | 8      | 18     |
| 24               | Kazakistan       | 0   | 3       | 2      | 5      |
| 25               | Polonia          | 0   | 2       | 13     | 15     |
| 26               | Azerbaigian      | 0   | 1       | 3      | 4      |
| 27               | Belgio           | 0   | 1       | 1      | 2      |
| 28               | Austria          | 0   | 1       | 0      | 1      |
| 29               | Armenia          | 0   | 0       | 1      | 1      |
| 29               | Australia        | 0   | 0       | 1      | 1      |
| 29               | Danimarca        | 0   | 0       | 1      | 1      |
| 29               | Estonia          | 0   | 0       | 1      | 1      |
| 29               | Romania          | 0   | 0       | 1      | 1      |
| 29               | Svezia           | 0   | 0       | 1      | 1      |
| Totali (34 voci) | Totali (34 voci) | 815 | 815     | 815    | 2.445  |